# Imanol Pradales
Imanol Pradales Gil (Santurtzi, 21 aprile 1975) è un politico e sociologo spagnolo di origini basche, Lehendakari dei Paesi Baschi dal 2024.

## Biografia
Primo di quattro fratelli, Imanol Pradales nasce e cresce a Santurtzi (Paesi Baschi) in una famiglia politicamente allineata col nazionalismo basco ma di origini castigliane. Venne registrato all'anagrafe come Manuel, in quanto il regime franchista ostacolava l'uso di nomi baschi, e solo dopo la Transizione democratica il nome fu modificato in Imanol.
Frequenta l'Asti Leku Ikastola, un istituto privato di Portugalete (Paesi Baschi), dove ha come professore Iñigo Urkullu, che diventerà poi Lehendakari dei Paesi Baschi.
Nel 1997 si laurea in sociologia e scienze politiche all'Università di Deusto, e nel 1999 ottiene un master in "gestione della conoscenza" all'Università politecnica di Madrid. Nel 2004 ottiene un dottorato di ricerca in sociologia e scienze politiche.
Fino al 2006 è stato professore della facoltà di Scienze umane e sociologia dell'Università di Deusto.

### Carriera politica
Membro del Partito Nazionalista Basco (EAJ-PNV), il suo primo incarico politico arriva nel 2007 quando viene nominato consigliere delegato di Bizkaia Talent, un'agenzia pubblica della Deputazione provinciale di Biscaglia, ruolo che ricoprirà fino al 2011.
Nel 2011 viene nominato assessore alla promozione economica della provincia di Biscaglia, mentre dal 2015 ha ricoperto per tre legislature il ruolo di assessore alle infrastrutture e allo sviluppo tecnologico.
Nel 2023 viene selezionato dall'EAJ-PNV come candidato a Lehendakari dei Paesi Baschi per le elezioni del 2024, succedendo a Iñigo Urkullu. Il 16 aprile 2024, durante la campagna elettorale per le elezioni basche, è stato attaccato da un aggressore con spray al peperoncino a Barakaldo, mentre si recava a un dibattito organizzato dall'EITB..

#### Lehendakari dei Paesi Baschi (2024-)
Il 20 giugno 2024, in seduta plenaria nel Parlamento basco, Pradales viene proclamato Lehendakari con 27 voti a favore del PNV e 12 del PSE-EE di Eneko Andueza, lasciando all'opposizione i sovranisti ed indipendentisti di sinistra di EH Bildu, capitanati da Pello Otxandiano.

## Vita personale
Dal 2005 risiede nel comune di Portugalete, in Biscaglia. È sposato e ha una figlia. Da giovane era vogatore.

## Opere
- Estructura social del empleo en la CAPV: una transformación del trabajo y zonas de empleo, Gobierno Vasco - Servicio Central de Publicaciones, Vitoria-Gasteiz, 2005
- "La valoración de intangibles como recurso estratégico para las organizaciones en la sociedad del conocimiento", Nº 65, 2003, pp. 61-87.
- "Jóvenes desempleados/as y salud mental", Norte de Salud Mental, Vol. 3, Nº. 10, 2000, pp. 23-28.